# Karl-Heinz Schäfer (Mediziner)

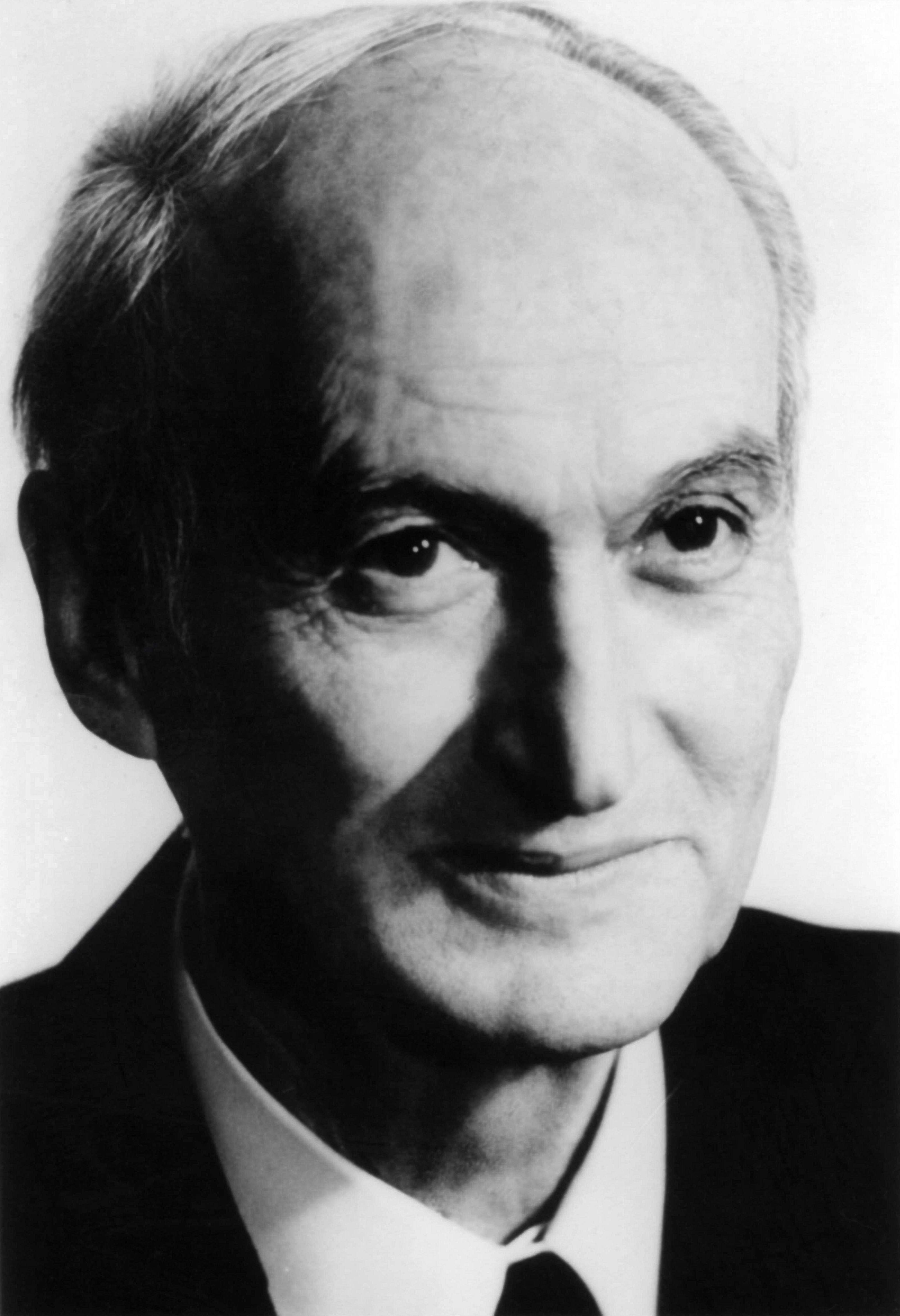
Karl-Heinz Schäfer, 1975

Karl-Heinz Schäfer (* 2. Januar 1911 in Köslin, Provinz Pommern; † 17. Juli 1985 in Hamburg) war ein deutscher Pädiater.

## Leben
Karl-Heinz Schäfer studierte Medizin an der Ludwig-Maximilians-Universität und wurde 1930 Mitglied des Corps Suevia München. Nachdem er das Physikum an der Ruprecht-Karls-Universität Heidelberg bestanden hatte, wechselte er zum Wintersemester 1933/34 an die Friedrich-Wilhelms-Universität zu Berlin. Das Staatsexamen legte er 1935 in München ab und wurde dort im selben Jahr zum Dr. med. promoviert. Ab 1937 erfolgte die ärztliche Weiterbildung im Fach Pädiatrie an der Kinderklinik der Universität Köln und im Fach experimentelle Pharmakologie am Institut für Pharmakologie der Universität Köln. Er habilitierte sich 1941. Im Zweiten Weltkrieg diente er in Lazaretten und kurzzeitig an der Front. Ein halbes Jahr war er in Gefangenschaft. Von 1945 bis 1951 war er Erster Assistent an der Kinderklinik der Georg-August-Universität Göttingen. Als Oberarzt beforschte er dort den Eisenstoffwechsel und Blut- und Infektionskrankheiten und wurde 1948 zum apl. Professor ernannt. 1951 wurde er auf den angesehenen Lehrstuhl der Universität Hamburg berufen. Bis 1979 war er Direktor der Kinderklinik im Universitätsklinikum Hamburg-Eppendorf. In seinen 28 Amtsjahren ergänzte er die Klinik durch Spezialabteilungen. Sie entwickelte sich zu einer vielseitigen Einheit und leistungsfähigen Forschungsstätte. Schäfer war Herausgeber von sechs pädriatischen Zeitschriften. Für das akademische Jahr 1956/57 wurde er zum Dekan der medizinischen Fakultät gewählt. 1965 wurde er in die Deutsche Akademie der Naturforscher Leopoldina gewählt. Als die Westdeutsche Studentenbewegung der 1960er Jahre besonders Hamburg erfasste, sah der Akademische Senat in Schäfer den standfestesten Kandidaten für das Rektorat. Ausnahmsweise für zwei Amtsjahre wählte er ihn deshalb 1965 zum Rektor der Universität Hamburg. Die Rektoratsübergabe an seinen Nachfolger wurde durch das vorangetragene Transparent Unter den Talaren – Muff von 1000 Jahren zu einem Wendepunkt der Universitätsgeschichte. 1974 war er Vorsitzender der Deutschen Gesellschaft für Kinder- und Jugendmedizin. 1979 wurde er emeritiert. 
Mit 74 Jahren erlag er einer malignen Erkrankung. Bei der Trauerfeier in der Kirche am Markt (Hamburg-Niendorf) sprachen Schäfers Schüler Felix Bläker und Peter Fischer-Appelt als Präsident der Universität Hamburg.
Verheiratet war Schäfer seit 1937 mit der promovierten Ärztin Ilse Schäfer, geborene Jacob. Die beiden Söhne wurden ebenfalls Ärzte; der ältere ist der Hamburger Professor für Pathologie Hansjörg Schäfer (* 1942). Auch die Tochter ist Ärztin.